# Solanda
Solanda ist ein Stadtteil von Quito und eine Parroquia urbana in der Verwaltungszone Eloy Alfaro im Kanton Quito der ecuadorianischen Provinz Pichincha. Die Fläche beträgt etwa 456 ha. Die Einwohnerzahl lag im Jahr 2019 bei 95.646.

## Lage
Die Parroquia Solanda liegt im Süden von Quito 6,7 km südsüdwestlich vom Stadtzentrum auf einer Höhe von etwa 2850 m. Die Avenida Mariscal Sucre begrenzt das Areal im Westen, der Río Grande, ein Zufluss des Río Machángara, im Norden, die Avenida Pedro Vicente Maldonado im Osten sowie die Avenida Morán Valverde im Süden. Die Avenida Teniente Hugo Ortiz durchquert das Gebiet in überwiegend nordnordöstlicher Richtung.
Die Parroquia Solanda grenzt im Norden an die Parroquia San Bartolo, im Osten an die Parroquia La Argelia, im Süden an die Parroquia Quitumbe sowie im Westen an die Parroquias Chillogallo und La Mena.

## Barrios
In der Parroquia Solanda gibt folgende Barrios:
- Ciudadela El Comercio
- La Isla
- Las Cuadras
- Santa Rita
- Solanda
- Turubamba (Alto y Bajo)
- Unión Popular

## Infrastruktur
In der Parroquia gibt es das Estadio Gonzalo Pozo Ripalda, den Mercado Mayorista de Quito (Großmarkt von Quito) sowie die Parkanlagen "Parque Ecologico Maria Augusta Urrutia" und "Parque Ciudadela El Comercio".